# Fannu
 Fannu, död 1147, var en prinsessa ur Almoravidernas dynasti i Marocko. Hon är känd för att aktivt ha deltagit i försvaret av kungaborgen i Marrakech i Marocko, då riket erövrades av Almohadkalifatet. Almohaderna lyckades inte erövra borgen förrän "en ung almoravidkvinna, klädd som en man", föll i strid, och segrarna blev då förvånade över att en av de stridande försvararna av borgen var en kvinna. 